# Psychoterapia ericksonowska
Psychoterapia ericksonowska to metoda terapii strategicznej, której twórcą był Milton Erickson. Terapia nastawiona jest na skuteczność oddziaływania. Koncentruje się na teraźniejszości i zorientowana jest na przyszłość. 
Zadaniem terapeuty jest w tej metodzie skuteczne wywołanie zmian poprzez bezpośrednie lub pośrednie uruchamianie zasobów tkwiących w Kliencie, a w przypadku terapii rodzinnej zasobów poszczególnych członków rodziny, bazując na charakterze relacji między nimi. 
Środkami wywoływania zmian są: podkreślanie pozytywnych zmian aspektów relacji; dokonywanie zmian małymi krokami; jeżeli jest to niezbędne, zastosowania strategii pogorszenia tego co ma być zmienione (przepisywanie symptomu).
Nowatorskim założeniem tej metody było, że zrozumienie i wgląd nie są niezbędnymi warunkami zmian, a zakładanie oporu pacjentów przed zmianą jest szkodliwe (jeżeli terapeuta spodziewa się oporu, z pewnością zetknie się z nim). 
Podstawowe założenia terapia ericksonowskiej to:
- koncentracja na tym co jest możliwe, a nie na tym co jest idealne,
- każdy człowiek dysponuje zasobami, by wydobyć się z choroby,
- każde zachowanie człowieka, choćby najbardziej naganne, ma u swoich podstaw pozytywne intencje: poczucie bezpieczeństwa, wyładowanie agresji itd.,
- każdy człowiek podejmuje w danej chwili decyzje, które wydają mu się najlepsze z możliwych i mu dostępnych,
- nie ma opornych pacjentów, są tylko mało elastyczni terapeuci,
- każde zachowanie człowieka w jakichś warunkach i czasie (kontekście) jest przydatne,
- tym co leczy jest obiektywny punkt widzenia,
- jeśli coś jest w nieświadomości, to w tym momencie jest to najlepsze miejsce dla tej treści,
- pacjent ponosi odpowiedzialność za terapię.